# علي القزق
علي القزق (1947–2025) هو دبلوماسي سياسي فلسطيني. وهوالمدير الإداري لشركة ساوثرن لينك انترناشيونال، وهي شركة أعمال واستشارات استثمار وعلاقات عامة. وهو مؤسس مجلس الشؤون العربية الأسترالية وإعلام فلسطين على أنه غير ربحي. وهو السفير والمفوض العام لدولة فلسطين لدى أستراليا ونيوزيلندا وجمهورية فانو واتو وبابانيوكيني وتيمور الشرقية طوال أكثر من ربع قرن منذ 1980 وحتى 2006.

## حياته
ولد علي القزق في 29 مارس 1947 في مدينة حيفا إبان فترة الانتداب البريطاني على فلسطين لأب من حيفا وأم سورية.
نشأ في سوريا كلاجئ فلسطيني. انفصل هو ووالدته عن والده عندما تم إحتلال فلسطين في عام 1948 ومنعوا من العودة إلى ديارهم. لم ير والده الذي كان يعيش في حيفا لمدة 48 سنة. في عام 1968، أثناء وجوده في جامعة دمشق، دعي قزق للانضمام إلى حركة التحرير الوطني الفلسطيني (فتح) وانضم إلى جناحها السياسي. في الوقت الذي كانت فيه الحركة تحت الأرض، أصبحت الآن أكبر حزب داخل منظمة التحرير الفلسطينية وبعدها هاجر قزق إلى أستراليا في عام 1970، وأصبح نشطًا في ممارسة الضغط المؤيد للفلسطينيين.

## مؤلفاته
- أسّس ونشر جريدة "فلسطين حرّة -Free Palestine " منذ العام 1979 ولغاية 1990
- نشرة محدودة التداول باسم "خلفيّة مختصرة Background Briefing - " منذ العام 1987 ولغاية 1993
- كتاب "أستراليا والعرب" عام 2012
- حرّر كتاب "قضية القدس" عام 1997
- شارك في كتاب "علاقات إسرائيل الدوليّة: السياقات والأدوار، الاختراقات والإخفاقات" عام 2014

## جوائز مستلمة
كرّمته جمهوريّة فانواتو بمنحه وسام الاستقلال العشرين للجمهوريّة في احتفالٍ رسمي عام 2000.

## وفاته
في 18 مايو 2025، أعلنت البعثة العامة لفلسطين في كانبرا وونيوزيلندا والباسفيك وفاته في بانكوك في 17 مايو 2025.